# Carpineto Romano
Carpineto Romano – miejscowość i gmina we Włoszech, w regionie Lacjum, w prowincji Rzym.
Według danych na rok 2004 gminę zamieszkiwało 4931 osób, 58,7 os./km².
W miejscowości tej urodził się Gioacchino Vincenzo Raphaelo Luigi Pecci, późniejszy papież Leon XIII.

## Miasta partnerskie
- Wadowice